# 장안천 (부산)
장안천(長安川)은 부산광역시 기장군 장안읍의 불광산 자락에서 발원하여 장안사를 거쳐 동류하다가, 동해로 흘러드는 하천이다.
2009년 2월 3일 이 강의 하류인 월천교~구기교 간 2.4km를 친환경 생태하천으로 조성하는 방안이 발표되어 이를 시행하였으며, 중류 지역에는 2010년부터 공사에 들어가는 도예촌이 자리잡을 예정이어서 장안천 전역이 관광명소가 될 예정이다. 그러나 2014년부터 진행된 긴급 수해복구 공사로 인하여 생태하천으로 복원된 것이 사라졌다.

## 지류
- 용소천